# Qeqertat (Uummannaq)
Qeqertat [qɜˈqɜtːat] (nach alter Rechtschreibung K'eĸertat) ist eine wüst gefallene grönländische Siedlung im Distrikt Uummannaq in der Avannaata Kommunia.

## Lage
Qeqertat liegt im Süden der Insel Uigukumiat in einer kleinen Inselgruppe nördlich der Insel Salleq vor der Küste von Appat. 14 km nordöstlich liegt Ukkusissat.

## Geschichte
Qeqertat war lange unbewohnt, auch wenn sich Überreste früherer Siedlungen finden lassen, aber häufig kamen Grönländer hierher, um die Eier von Eiderenten zu sammeln. 1899 siedelte ein Mann von Sermiarsuit nach Qeqertat aus. 1905 lebten 20 Menschen am Wohnplatz. 1911 wurde Qeqertat ein Teil der Gemeinde Ukkusissat. 1914 wurden einige Häuser weiter nordwestlich auf der Insel in Serfat errichtet, wo zuvor nur eine Jagdhütte gestanden hatte. 1915 gab es 52 Einwohner, die in acht Häusern wohnten. Unter ihnen waren 15 Jäger, von denen einer auch als Leser arbeitete. 1930 lebten 71 Personen im Ort, bevor die Einwohnerzahl wieder sank. 1945 wurde der Wohnplatz von den letzten 39 Personen verlassen.